# Triamescaptor aotea
Triamescaptor aotea är en insektsart som beskrevs av Tindale 1928. Triamescaptor aotea ingår i släktet Triamescaptor och familjen mullvadssyrsor. Inga underarter finns listade i Catalogue of Life.